# Tony Curtis
Tony Curtis, rodným jménem Bernard Schwartz (3. června 1925 Bronx, New York, USA – 29. září 2010 Henderson, Nevada) byl americký herec, producent a malíř. Jeho dcera Jamie Lee Curtisová se také stala herečkou.

## Život
Pocházel z nezámožné rodiny uherských židovských přistěhovalců. Otec Emanuel Schwartz a matka Helena Ilona Kleinová se narodili ve vesnici Vaľkovo pri Poltári, která je nyní částí obce České Brezovo. Měli problémy uživit pětičlennou rodinu, bydleli v zadní části otcova krejčovského krámku. Matce diagnostikovali schizofrenii. Jako mladistvý se angažoval v pouličním gangu. Když mu bylo 13, zemřel jeho mladší bratr Julius pod koly náklaďáku. Během 2. světové války sloužil tři roky v americkém námořnictvu na mateřské lodi ponorek USS Proteus, se kterou se zúčastnil války v Pacifiku. Byl očitým svědkem japonské kapitulace v Tokijském zálivu 2. září 1945, kterou sledoval ze vzdálenosti jedné míle na signálním můstku své lodi. Po skončení války se vrátil do New Yorku. Pod vedením německého režiséra Erwina Piscatora vystudoval herectví. Byl objeven hledačkou talentů Joyce Selznickovou. V roce 1948 začal hrát v Hollywoodu. Zejména na počátku své herecké kariéry v 50. letech 20. století patřil mezi nejobdivovanější a nejpopulárnější filmové krasavce.
Mezi jeho nejznámější filmy patří komedie Někdo to rád horké režiséra Billyho Wildera z roku 1959, kde si zahrál po boku Marilyn Monroe a Jacka Lemmona. Proslulé je i protirasistické drama Útěk v řetězech (1958), kde vystoupil po boku Sidneyho Poitiera.
Během svého života účinkoval zhruba ve dvou stovkách filmů. Od 80. let 20. století se také aktivně věnoval malování, jedno z jeho děl se nachází v newyorském Metropolitním muzeu.

## Manželství
Byl šestkrát ženatý:
- Janet Leigh (4. června 1951 – 14. září 1962) – dcery Kelly Lee Curtis (* 1956) a Jamie Lee Curtis (* 1958), která je také úspěšnou herečkou
- Christine Kaufmann (8. února 1963 – 16. dubna 1968) – dcery Alexandra Theodora Dido (* 1964) a Allegra (* 1966)
- Leslie Allen (20. dubna 1968–1982) – synové Nicholas Curtis (* 1970 – † 1994) a Benjamin
- Andrea Savio (1984–1992)
- Lisa Deutsch (28. února 1993 – 1994)
- Jill Vandenberg (6. listopadu 1998 – 29. září 2010) – manželství skončilo jeho smrtí

## Filmografie (výběr)
- 1950 Winchester ’73 (Winchester '73), režie Anthony Mann
- 1953 Houdini, režie George Marshall
- 1958 The Vikings, režie Richard Fleischer
- 1958 Útěk v řetězech (The Defiant Ones), režie Stanley Kramer
- 1959 Někdo to rád horké (Some Like It Hot), režie Billy Wilder
- 1959 Operation Petticoat, režie Blake Edwards
- 1960 Spartakus (Spartakus), režie Stanley Kubrick
- 1962 Taras Bulba (Taras Bulba), režie J. Lee Thompson
- 1963 The List of Adrian Messenger, režie John Huston
- 1965 The Great Race, režie Blake Edwards
- 1966 Not With My Wife You Don’t, režie Norman Panama
- 1966 Don’t make waves, režie Alexander Mackendrick
- 1968 Bostonský případ (The Boston Strangler), režie Richard Fleischer
- 1969 Monte Carlo or Bust, režie Ken Annakin
- 1976 The Last Tycoon, režie Elia Kazan
- 1976 The Rise and Rise of Casanova, režie Franz Antel
- 1980 Rozbité zrcadlo (The Mirror Crack’d), režie Guy Hamilton
- 1985 Insignificance, režie Nicolas Roeg
- 1993 Naked In New York, režie David Algrant
- 1994 Perry Mason: The Case of the Grimacing Governor, režie Max Tash
- 1995 The Immortals, režie Brian Grant
- 1996 Superman Lois & Clark: The New Adventures of Superman, TV
- 1996 Roseanne, TV
- 1998 Suddenly Susan, TV
- 1999 Play it to the Bone, režie Ron Shelton
- 2008 David and Fatima, režie Alain Zaloum
- 2008 The Jill & Tony Curtis Story, dokument